# Morti nel 2005/Maggio
| Questa pagina contiene informazioni ricavate automaticamente dalle voci biografiche con l'ausilio del template Bio e di un bot. L'aggiornamento è periodico e automatico e ricostruisce completamente la pagina. Se manca una persona in questa lista, sei pregato di non aggiungerla, ma accertati piuttosto che la sua voce biografica contenga il template Bio e che i dati anagrafici siano correttamente compilati. Se il template Bio manca, inseriscilo tu stesso o, in alternativa, metti l'avviso {{tmp\|Bio}} che ne segnala la mancanza. Se i dati riportati sono sbagliati, correggi direttamente la voce biografica; le modifiche saranno visibili in questa lista entro pochi giorni. Per chiarimenti vedi il progetto biografie. La lista contiene solo le 126 persone che sono citate nell'enciclopedia e per le quali è stato implementato correttamente il template Bio. Pagina aggiornata al 10 ago 2025. |

- 1º maggio - Jeanine Garnier, cestista, altista e lunghista francese (n. 1912)
- 1º maggio - Peter Malkin, agente segreto israeliano (n. 1927)
- 1º maggio - Giuseppe Rosati, latinista e filologo italiano (n. 1927)
- 2 maggio - Luigi Caiazza, politico italiano (n. 1912)
- 2 maggio - Renée Faure, attrice francese (n. 1918)
- 2 maggio - Theo Middelkamp, ciclista su strada e pistard olandese (n. 1914)
- 2 maggio - Georg Renatus Solta, filologo, linguista e docente austriaco (n. 1915)
- 2 maggio - Raisa Stepanovna Stručkova, ballerina sovietica (n. 1925)
- 2 maggio - Jonathan Thomas, scultore canadese (n. 1946)
- 2 maggio - Wee Kim Wee, politico singaporiano (n. 1915)
- 3 maggio - Pierre Moerlen, batterista, vibrafonista e compositore francese (n. 1952)
- 3 maggio - Willy Steffen, calciatore svizzero (n. 1925)
- 3 maggio - Nino Terzo, attore e comico italiano (n. 1923)
- 4 maggio - Yakovos Bilek, cestista, allenatore di pallacanestro e arbitro di pallacanestro turco (n. 1917)
- 4 maggio - Vince Cazzetta, allenatore di pallacanestro statunitense (n. 1925)
- 4 maggio - Else Christensen, religiosa e sindacalista danese (n. 1913)
- 4 maggio - Luis Taruc, politico e guerrigliero filippino (n. 1913)
- 5 maggio - Carlo Castagnoli, fisico italiano (n. 1924)
- 5 maggio - Elisabeth Fraser, attrice statunitense (n. 1920)
- 5 maggio - Édgar Ponce, attore e ballerino messicano (n. 1974)
- 5 maggio - Magdolna Nyári-Kovács, schermitrice ungherese (n. 1921)
- 6 maggio - Luis Caballero, calciatore paraguaiano (n. 1962)
- 6 maggio - Ruth Cannon, cestista statunitense (n. 1933)
- 6 maggio - Gino Covili, pittore italiano (n. 1918)
- 6 maggio - Rafael Díaz-Balart, politico cubano (n. 1926)
- 6 maggio - Joe Grant, sceneggiatore e character designer statunitense (n. 1908)
- 6 maggio - Elda Mazzocchi Scarzella, pedagogista e scrittrice italiana (n. 1904)
- 6 maggio - Luigi Orlando, imprenditore italiano (n. 1927)
- 7 maggio - Pierluigi de Mas, disegnatore, regista e animatore italiano (n. 1934)
- 7 maggio - Peter Wallace Rodino Jr., politico e avvocato statunitense (n. 1909)
- 7 maggio - Otilino Tenorio, calciatore ecuadoriano (n. 1980)
- 8 maggio - Wolfgang Blochwitz, calciatore tedesco orientale (n. 1941)
- 8 maggio - Ray Hamann, cestista statunitense (n. 1911)
- 8 maggio - Alfredo Mancinelli, allenatore di calcio italiano (n. 1924)
- 8 maggio - Ennio Pompei, politico italiano (n. 1924)
- 8 maggio - Gianpietro Zappa, calciatore svizzero (n. 1956)
- 9 maggio - Chris Kreski, sceneggiatore e scrittore statunitense (n. 1962)
- 9 maggio - Thomas Wharton, arbitro di calcio scozzese (n. 1927)
- 10 maggio - Romy Diaz, attore e regista filippino (n. 1941)
- 10 maggio - Marian Foik, velocista polacco (n. 1933)
- 10 maggio - Henry France, calciatore ghanese (n. 1947)
- 10 maggio - Aleksandr Kandel', cestista e allenatore di pallacanestro sovietico (n. 1935)
- 10 maggio - David Wayne, cantante statunitense (n. 1958)
- 10 maggio - Eugen Wellish, calciatore ungherese (n. 1924)
- 11 maggio - Brede Borgen, allenatore di calcio e calciatore norvegese (n. 1915)
- 11 maggio - Frankie LaRocka, batterista e produttore discografico statunitense (n. 1954)
- 11 maggio - Akihiko Saitō, militare e mercenario giapponese (n. 1961)
- 12 maggio - Juzė Jazbutienė, cestista e velocista lituana (n. 1908)
- 12 maggio - Martin Lings, orientalista britannico (n. 1909)
- 12 maggio - Monica Zetterlund, cantante e attrice svedese (n. 1937)
- 12 maggio - Ladislau Șimon, lottatore rumeno (n. 1951)
- 13 maggio - George Dantzig, matematico e statistico statunitense (n. 1914)
- 13 maggio - Enzo Lombardo, statistico italiano (n. 1938)
- 13 maggio - Gunnar Nilsson, pugile svedese (n. 1923)
- 13 maggio - Adriano Zamboni, ciclista su strada italiano (n. 1933)
- 14 maggio - Ken McBride, cestista statunitense (n. 1929)
- 15 maggio - Franco Cavallo, scrittore e poeta italiano (n. 1929)
- 15 maggio - Natal'ja Georgievna Gundareva, attrice teatrale e attrice cinematografica sovietica (n. 1948)
- 15 maggio - Aulis Kallakorpi, saltatore con gli sci finlandese (n. 1929)
- 15 maggio - Aldo Rescio, psicanalista e poeta italiano (n. 1939)
- 16 maggio - June Lang, attrice statunitense (n. 1917)
- 16 maggio - Jiří Rubáš, allenatore di calcio e calciatore cecoslovacco (n. 1922)
- 17 maggio - Keiiti Aki, sismologo giapponese (n. 1930)
- 17 maggio - Piero Dorazio, pittore italiano (n. 1927)
- 17 maggio - Pop Goodwin, cestista statunitense (n. 1920)
- 17 maggio - Frank Gorshin, attore, comico e cabarettista statunitense (n. 1933)
- 17 maggio - Vladimir Stogov, sollevatore sovietico (n. 1930)
- 17 maggio - Gianni Zullo, comico, attore e cantante italiano (n. 1920)
- 18 maggio - Alf Arrowsmith, calciatore inglese (n. 1942)
- 18 maggio - Christian Kuntner, alpinista italiano (n. 1962)
- 18 maggio - Vittorio Mayer Pasquale, poeta e partigiano italiano (n. 1927)
- 18 maggio - Whayne Wilson, calciatore costaricano (n. 1975)
- 19 maggio - John Arthur, pugile sudafricano (n. 1929)
- 19 maggio - Henry Corden, attore e doppiatore canadese (n. 1920)
- 19 maggio - Batya Gur, scrittrice e critica letteraria israeliana (n. 1947)
- 19 maggio - Gianni Milner, avvocato italiano (n. 1926)
- 20 maggio - J. D. Cannon, attore statunitense (n. 1922)
- 20 maggio - Francesco Degrada, musicologo, clavicembalista e curatore editoriale italiano (n. 1940)
- 20 maggio - Joseph Levis, schermidore statunitense (n. 1905)
- 20 maggio - Paul Ricœur, filosofo francese (n. 1913)
- 21 maggio - Stephen Elliott, attore statunitense (n. 1918)
- 21 maggio - Jean-François Guérin, presbitero francese (n. 1929)
- 21 maggio - Bedford Jezzard, calciatore e allenatore di calcio inglese (n. 1927)
- 21 maggio - Howard Morris, attore, regista e doppiatore statunitense (n. 1919)
- 21 maggio - Juan Plazaola Artola, filosofo, teologo e storico dell'arte spagnolo (n. 1919)
- 22 maggio - Enio Conti, giocatore di football americano e allenatore di football americano italiano (n. 1913)
- 22 maggio - Gilbert Kenneth Jenkins, storico e numismatico britannico (n. 1918)
- 22 maggio - Thurl Ravenscroft, attore, doppiatore e basso statunitense (n. 1914)
- 23 maggio - Rodolfo Gentili, pittore italiano (n. 1937)
- 23 maggio - Sígfrid Gràcia, calciatore spagnolo (n. 1932)
- 23 maggio - Alieto Pieri, scrittore italiano (n. 1933)
- 23 maggio - Giulio Stolfi, giurista e poeta italiano (n. 1917)
- 23 maggio - Roderick Wright, vescovo cattolico scozzese (n. 1940)
- 24 maggio - Carl Amery, scrittore e politico tedesco (n. 1922)
- 24 maggio - Vincenzo Paladino, critico letterario e giornalista italiano (n. 1924)
- 25 maggio - Sunil Dutt, attore, produttore cinematografico e regista indiano (n. 1930)
- 25 maggio - Robert Jankel, designer britannico (n. 1938)
- 25 maggio - Ismail Merchant, produttore cinematografico e regista indiano (n. 1936)
- 25 maggio - Zoran Mušič, pittore e incisore sloveno (n. 1909)
- 25 maggio - Giovanni Papapietro, politico italiano (n. 1931)
- 25 maggio - Giorgio Sacerdoti, ingegnere e informatico italiano (n. 1925)
- 25 maggio - Domenic Troiano, chitarrista canadese (n. 1946)
- 25 maggio - Silvio Vitale, politico e avvocato italiano (n. 1928)
- 26 maggio - Eddie Albert, attore, showman e cantante statunitense (n. 1906)
- 26 maggio - Aldo Davanzali, imprenditore italiano (n. 1923)
- 26 maggio - Sangoulé Lamizana, politico e militare burkinabé (n. 1916)
- 26 maggio - Krzysztof Nowak, calciatore polacco (n. 1975)
- 27 maggio - Giuseppe Baylon, militare e aviatore italiano (n. 1909)
- 27 maggio - Franco Diogene, attore italiano (n. 1947)
- 28 maggio - Rosette Batarda Fernandes, botanica portoghese (n. 1916)
- 28 maggio - Alfredo Bruno Frassinelli, dirigente sportivo e calciatore italiano (n. 1939)
- 29 maggio - María de los Ángeles Alvariño González, biologa e oceanografa spagnola (n. 1916)
- 29 maggio - Aquilino Cannas, poeta italiano (n. 1914)
- 29 maggio - Gé van Dijk, allenatore di calcio e calciatore olandese (n. 1923)
- 29 maggio - Hamilton Naki, infermiere e insegnante sudafricano (n. 1926)
- 29 maggio - Svatopluk Pluskal, allenatore di calcio e calciatore cecoslovacco (n. 1930)
- 29 maggio - George Rochberg, compositore statunitense (n. 1918)
- 29 maggio - Angelo Rossetti, calciatore italiano (n. 1920)
- 29 maggio - Luciano Rossi, attore italiano (n. 1934)
- 30 maggio - Fortunato Caprilli, tenore italiano (n. 1908)
- 30 maggio - Antonio Colonnello, attore teatrale e doppiatore italiano (n. 1938)
- 30 maggio - Hans Martin, ciclista su strada svizzero (n. 1913)
- 31 maggio - Eduardo Teixeira Coelho, illustratore portoghese (n. 1919)
- 31 maggio - Jamie Mendoza-Nava, compositore e direttore d'orchestra boliviano (n. 1925)
- 31 maggio - Armando Palacios, cestista venezuelano
- 31 maggio - Grisélidis Réal, scrittrice svizzera (n. 1929)